# Isola di Toporkov
Toporkov (in russo остров Топорков) è una piccola isola del gruppo del Commodoro, amministrativamente appartiene all'Aleutskij rajon del Krai di Kamčatka, in Russia. Le isole del Commodoro sono la parte più orientale dell'arcipelago delle Aleutine.
L'isola, popolata secondo gli ornitologi da circa 50.000 uccelli marini, per lo più pulcinelle di mare, gabbiani e cormorani, prende il nome proprio dalla pulcinella di mare che in russo si chiama toporok (топорок).

## Geografia
L'isoletta ha una superficie di solo 0,5 km² e un'altitudine di 9 m, si trova 4 km ad ovest della costa nord-ovest dell'isola di Bering, di fronte alla città di Nikol'skoe.